# کورته بروناتللا
کورته بروناتللا (به ایتالیایی: Corte Brugnatella) یک کومونه در ایتالیا است که در استان پیاچنزا واقع شده‌است. کورته بروناتللا ۴۶٫۲ کیلومتر مربع مساحت و ۷۱۲ نفر جمعیت دارد.